# ریو ناتسوکی
ریو ناتسوکی (انگلیسی: Rio Natsuki; ۵ مارس ۱۹۶۹ – ) Voice actress، خواننده اهل ژاپن بود. وی از سال ۱۹۹۱ میلادی تاکنون مشغول فعالیت بوده‌است.